# Douglas A-1 Skyraider
Il Douglas A-1 Skyraider era un cacciabombardiere monomotore ad ala bassa prodotto dall'azienda statunitense Douglas Aircraft Company negli anni quaranta. Realizzato poco dopo la seconda guerra mondiale venne usato intensamente in Vietnam.
Uno degli aerei imbarcati su portaerei meglio realizzati ed una delle poche macchine di questo genere a compiere con successo la transizione all'impiego su vasta scala da basi terrestri, lo Skyraider fu progettato come XBT2D come bombardiere in picchiata e aerosilurante. Il primo volo fu nel 1945 e nel 1947 fu consegnato il primo lotto dei 3 180 esemplari di Skyraider prodotti. Ritirato dal servizio nel 1968.
Sebbene equipaggiato con un motore aeronautico a pistoni, soluzione tecnica sorpassata per un velivolo di prima linea, fu utilizzato dalla componente aerea della United States Navy per oltre 20 anni. Ha partecipato a numerosi conflitti bellici, ma specialmente in Corea e Vietnam, riuscendo ad abbattere un paio di caccia MiG-17.

## Storia del progetto

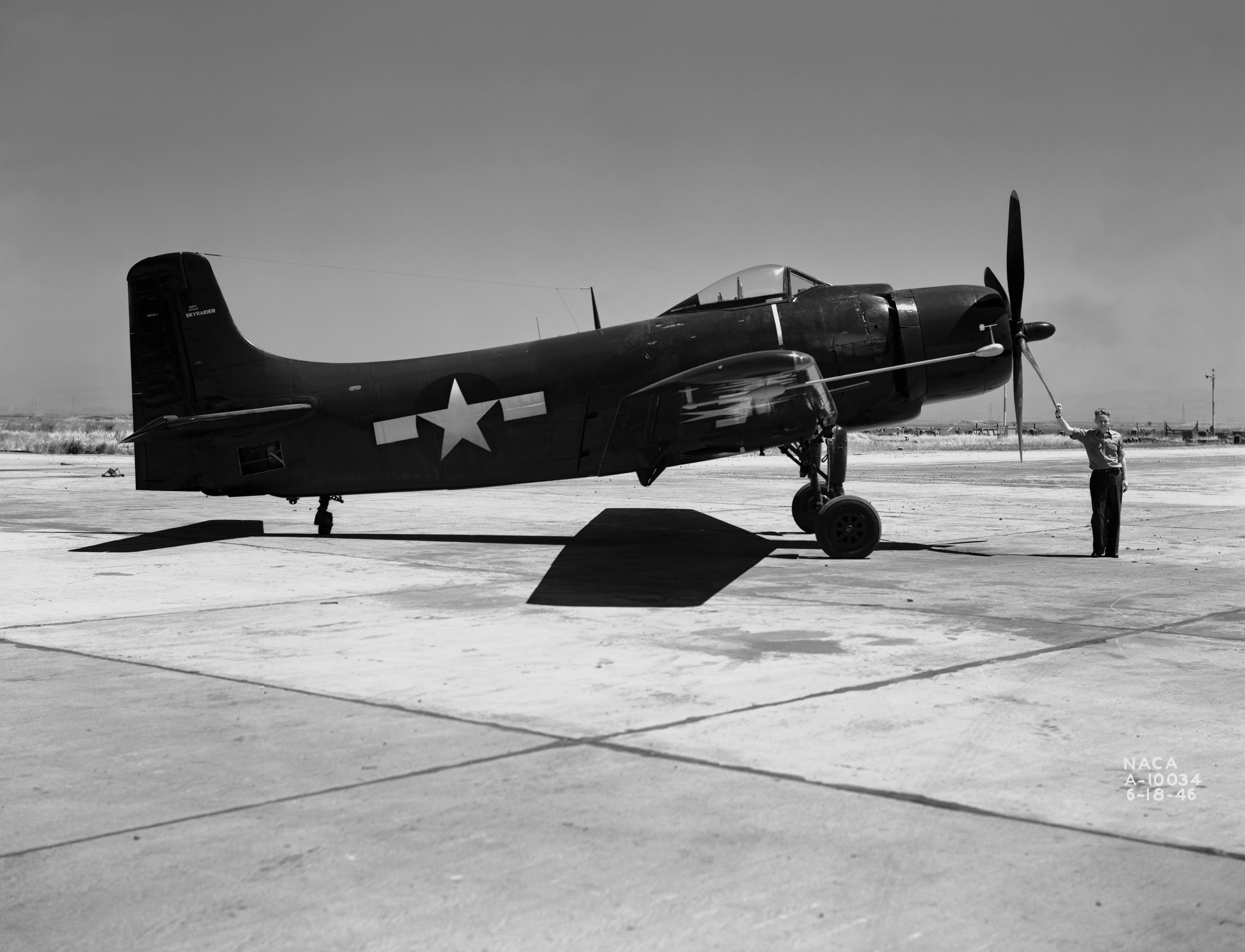
Douglas XBT2D-1, il prototipo dello Skyraider.

L'A-1 fu concepito durante la seconda guerra mondiale per soddisfare i requisiti per un bombardiere in picchiata/aerosilurante imbarcato, monoposto a lungo raggio ad alte prestazioni, destinato a sostituire i pari ruolo della U.S. Navy,il Curtiss SB2C Helldiver ed il Grumman TBF Avenger. L'esperienza nella varie battaglie aveva dimostrato come, per l'aumento della potenza e della velocità dei caccia, l'unica protezione adeguata per i bombardieri in picchiata e gli aerosiluranti contro la caccia nemica fosse la scorta di altri caccia, e come fosse inutile la postazione difensiva posteriore, meno conveniente di un peso equivalente in ulteriore armamento o carburante. Progettato da Ed Heinemann della Douglas Aircraft Company, i prototipi furono ordinati il 6 luglio 1944 con la designazione XBT2D-1. Il XBT2D-1 effettuò il primo volo il 18 marzo 1945 e dall'aprile successivo iniziò la sua valutazione U.S. Navy presso il Naval Air Test Center (NATC). Nel dicembre 1946, dopo il cambio di designazione ad AD-1, iniziò la consegna del primo lotto ai reparti operativi con un esemplare assegnato al VA-19A.
L'AD-1 fu costruito nello stabilimento Douglas di El Segundo, nel sud della California. Nelle sue memorie The Lonely Sky, il pilota collaudatore Bill Bridgeman descrive il lavoro di routine ma pericoloso di certificare gli AD-1 usciti dalla catena di montaggio (due aerei al giorno) per la consegna alla U.S. Navy nel 1949 e nel 1950.
Il progetto verteva su una configurazione monoplana ad ala bassa costruita attorno al potentissimo motore radiale Wright R-3350, sviluppato più volte successivamente. La sua caratteristica fu quella di adottare grandi ali dotate di sette piloni subalari per parte, garantendo al velivolo un'eccellente manovrabilità a bassa velocità e permettendo di trasportare un'enorme quantità di ordigni in un raggio d'azione, per le sue dimensioni, paragonabile a ben più pesanti aerei a getto sia subsonici che supersonici.
Il velivolo fu ottimizzato per missioni di attacco al suolo e dotato di corazzatura per evitare i danni del fuoco nemico da terra. Questa fu la maggior differenza con i caccia a pistoni adattati a ruoli di bombardamento come i Chance Vought F4U Corsair o North American P-51 Mustang, ritirati prima degli anni sessanta.

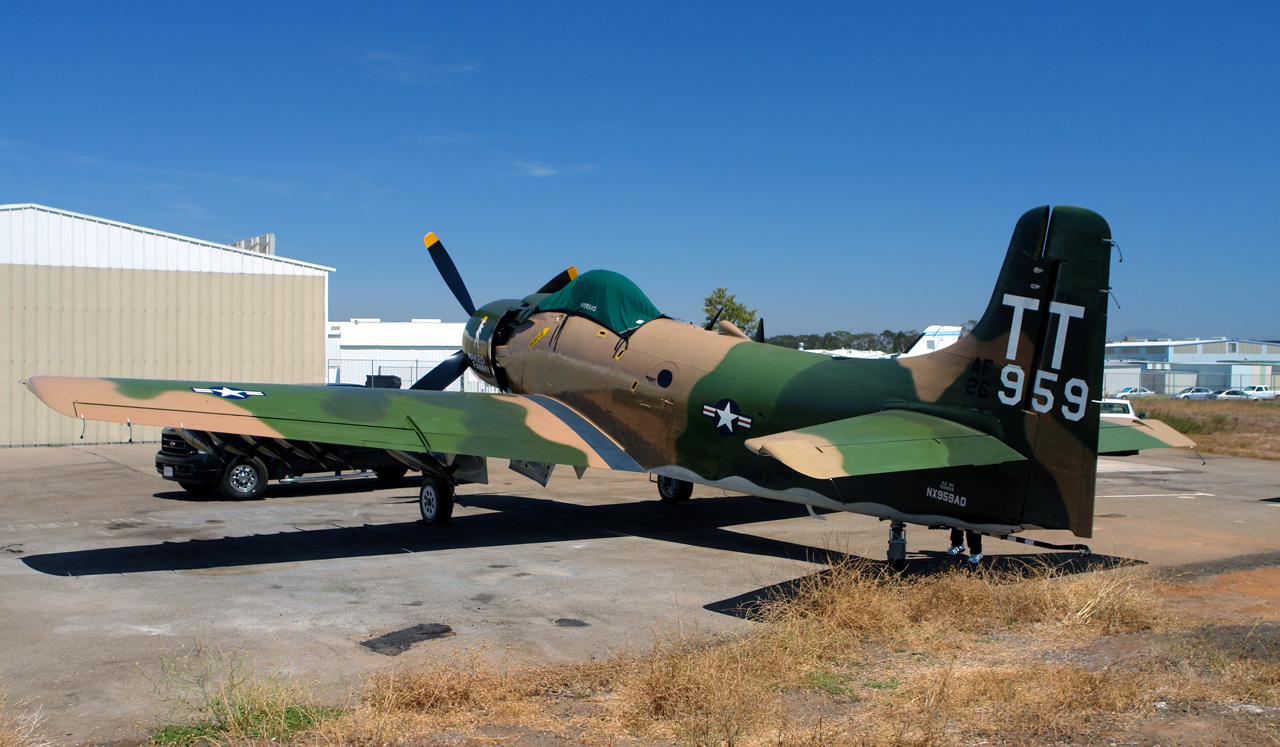
La livrea mimetica degli Skyraider USAF.

Gli A-1 della U.S. Navy erano inizialmente dipinti in blu scuro ma negli anni cinquanta adottarono la nuova livrea grigio chiaro FS36440 per le superfici superiori/laterali e bianco lucido FS17875 per le superfici inferiori e le superfici mobili di controllo. L'USAF, dopo aver inizialmente adottato la colorazione grigio-bianca della U.S. Navy, dal 1967 iniziò a dipingere i propri Skyraider con la nuova livrea mimetica introdotta nel sud-est asiatico con tutte le superfici superiori e laterali a chiazze di verde scuro FS34079, verde medio FS34102 e marrone FS30219 mentre le superfici inferiori erano grigio chiaro FS36622.
Utilizzato della U.S. Navy in Corea ed in Vietnam, l'A-1 svolse un ruolo primario nel supporto aereo per l'USAF e Không Quân Nhân Dân Việt Nam, l'aeronautica militare sudvietnamita, durante la guerra del Vietnam, acquisendo nelle missioni fama di grande incassatore, ricevendo decine di colpi e continuando a volare. L'unica accortezza fu l'applicazione di una corazzatura supplementare attorno alla cabina di pilotaggio. L'unico punto debole, come si vide dopo il 1972 (soprattutto per i sud vietnamiti) era il motore radiale, molto caldo, una vera calamita per i missili a guida IR spalleggiabili (come lo SA-7 Strela-2)  che iniziavano ad essere sempre più diffusi tra i guerriglieri Vietcong e tra i regolari nord vietnamiti.
Lo Skyraider rimase in servizio operativo nella U.S. Navy sino ai primi anni settanta, sostituito dai Douglas A-4 Skyhawk.
Il Douglas A1 Skyraider, in gergo Spad, è stato l'ultimo caccia a pistoni imbarcato della U.S. Navy. Durante il conflitto del Vietnam gli Stati Uniti avevano in campo il meglio della produzione aeronautica dell'epoca; i velivoli impegnati, macchine complesse dal punto di vista meccanico ed elettronico, erano concepiti per conflitti contro il Patto di Varsavia, quindi con avversari quasi allo stesso livello tecnologico e d'addestramento, con anche uso di armi nucleari.
Quello che serviva effettivamente per l'appoggio tattico e le azioni antiguerriglia era un aereo semplice e robusto con potente carico bellico, buon incassatore.
Tale aereo era lo SPAD che, nella sua seconda giovinezza, volteggiò sui campi di battaglia vietnamiti tenendo appesa alle ali tutta la panoplia bellica dell'arsenale statunitense, pronto ad intervenire su richiesta dei reparti di fanteria e presente nell'accompagnare gli elicotteri in operazioni di elisbarco o nello scortare quelli preposti al recupero dei piloti abbattuti (Combat Search And Rescue, CSAR).

## Tecnica
Uno degli ultimi monoplani ad elica ad essere utilizzato in ruoli operativi d'attacco, con un enorme motore stellare a pistoni da più di 2500 hp che muoveva un'elica quadripala, lo Skyraider era un aereo tradizionale ad ala bassa, dotato di grandi ali diritte, che gli permettevano stabilità ed agilità alle basse quote tipiche delle sue missioni operative.
L'aereo aveva 15 piloni per l'attacco di armamento di vario tipo (7 per ogni ala, più uno ventrale), tanto che lo Skyraider riusciva a trasportare un carico più grande del suo stesso peso a vuoto. Sicuramente fu la sua versatilità a fare sì che l'aereo riuscisse ad avere un impiego operativo ben più lungo di quanto inizialmente previsto, rimanendo l'unico aereo ad elica di prima linea ben oltre gli anni cinquanta, in un ambiente oramai totalmente monopolizzato dagli aerei a getto.
Apparecchio enorme per essere monomotore, aveva una capace fusoliera, tanto che alcune versioni ospitavano un operatore ai sistemi elettronici, mentre altre sono state usate come trasporto di merci e persone ed anche come ambulanza volante. Il suo ruolo principale però, specialmente nella guerra del Vietnam, fu quello antiguerriglia (COIN - COunter INsurgency), in cui tipicamente trasportava bombe convenzionali ed al napalm, più razzi non guidati. L'armamento di base era di quattro cannoni M2 da 20 mm, due per ala.
Oltre alla versione monoposto da attacco, con un tettuccio a goccia che forniva ottima visibilità al pilota, ne esistevano altre bi e triposto, nei ruoli di caccia notturno, scoperta radar e disturbatore elettronico, nei quali il tettuccio aveva una carenatura aggiuntiva per alloggiare i sistemi di missione ed il resto dell'equipaggio.
Il carrello d'atterraggio era quello tipico degli aerei ad elica, con le due gambe principali monoruota sistemate in alloggiamenti nelle ali ed un ruotino di coda. Era anche presente un gancio d'arresto per l'appontaggio su portaerei ed un aerofreno ventrale.

## Versioni
XBT2D: prima versione con motore r-3350-24W da 2300 hp (1716 kW). questa versione comprendeva i prototipi di cinque altre versioni
AD-1: la prima versione di produzione, differenziata dai prototipi solo per il motore da 2500 hp e per la struttura rinforzata. Venne costruito in 242 esemplari, oltre a:
- AD-1Q: piattaforma ECM con pod per disturbi elettronici sulla semiala sinistra, biposto con secondo pilota in fusoliera addetto ai disturbi elettronici, costruito in 35 esemplari.

AD-2: cellula irrobustita, motore da 2700 hp e più combustibile. Venne costruito in 156 esemplari, oltre a:
- AD-2Q: versione biposto da guerra elettronica, costruito in 21 esemplari + 1 prototipo con attrezzatra da traino bersagli (AD-2QU).

AD-3: ulteriore irrobustimento della cellula e del carrello, nuovo tettuccio. Venne costruito in 125 esemplari, oltre a:
- AD-3S: versione antisommergibile, due prototipi.
- AD-3N: versione triposto da attacco notturno, 15 esemplari.
- AD-3Q: versione da guerra elettronica, 23 esemplari. Diversi furono successivamente modificati per il traino bersagli come AD-3QU.
- AD-3W: versione radar volante, 31 esemplari.

AD-4 : carrello ulteriormente irrobustito, elettronica ed armamento migliorati. Venne costruito in 372 esemplari, oltre a:
- AD-4B: versione da attacco nucleare, 165 esemplari più 28 convertiti da altre versioni.
- AD-4L: versione per operazioni invernali, 63 esemplari.
- AD-4N (A-1D): versione triposto da attacco notturno, 307 esemplari.
- AD-4NA: sottoversione monoposto della precedente, senza equipaggiamenti da attacco notturno, 100 esemplari.
- AD-4NL: versione per operazioni invernali, 36 esemplari modificati da versioni precedenti.
- AD-4Q: versione biposto da guerra elettronica, 39 esemplari.
- AD-4W: versione triposto radar volante, 168 esemplari.

AD-5 (A-1E): biposto da attacco a sedili affiancati. Venne costruito in 212 esemplari, oltre a:
- AD-5N (A-1G): quadriposto da attacco notturno, 239 esemplari.
- AD-5Q (EA-1F): Quadriposto da guerra elettronica, 43 esemplari.
- AD-5S: versione antisommergibile, un singolo prototipo.
- AD-5U: versione per traino bersagli, numerosi esemplari convertiti da versioni precedenti.
- AD-5W (EA-1E): triposto radar volante, 218 esemplari.

AD-6 (A-1H): monoposto da attacco, armamento potenziato. La versione più numerosa, costruita in 713 esemplari.
AD-7 (A-1J): l'ultima versione di produzione, con motore potenziato ed ala irrobustita. Costruito in 72 esemplari.

## Utilizzatori

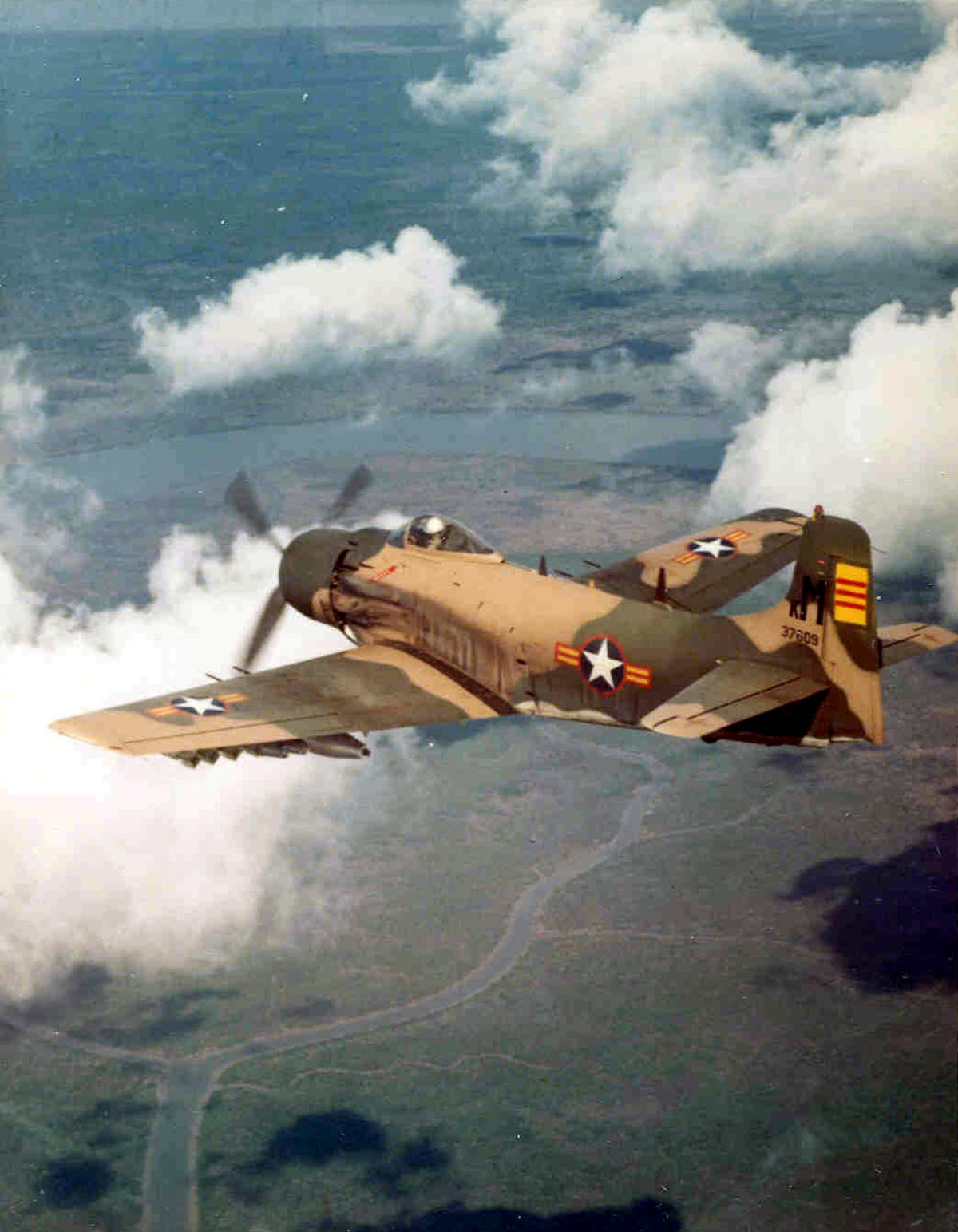
Uno Skyraider della sudvietnamita Không Quân Việt Nam in volo.

Cambogia
- Aviation Royale Khmer

 Rep. Centrafricana
- Force Aérienne Centrafricaine

 Ciad
- Force Aérienne Tchadienne

 Filippine
- Hukbong Himpapawid ng Pilipinas

 Francia
- Armée de l'air

 Gabon
- Armée de l'air Gabonaise

 Regno Unito
- Fleet Air Arm

 Stati Uniti
- United States Air Force
- United States Marine Corps
- United States Navy

 Vietnam
- Không Quân Nhân Dân Việt Nam

 Vietnam del Sud
- Không Quân Việt Nam

### Pubblicazioni
- (EN)  Model Airplane News, September 2008, Volume 136, Number 9; Cover and p. 38.